# Дачный (Курганская область)
Дачный — посёлок в Каргапольском районе Курганской области. Входит в состав Тагильского сельсовета.

## Географическое положение
Посёлок Дачный расположен у реки Миасс, примерно в 96 км от города Кургана.

## Население
| 1989 | 2002 | 2010 |
| ---- | ---- | ---- |
| 91   | ↘87  | ↘85  |